# Choeung Ek
Choeung Ek – znajdujące się na terenie dawnego sadu i chińskiego cmentarza, 17 km na południe od Phnom Penh najbardziej znane z pól śmierci, na którym reżim Czerwonych Khmerów zamordował około 17 000 ludzi w latach 1975-1979. Po upadku reżimu Czerwonych Khmerów odkryto tam masowe groby zawierające 8985 ciał. Większość ofiar była uprzednio więźniami Tuol Sleng.
Dzisiaj na miejscu Choeung Ek stoi pomnik, buddyjska stupa. Stupa ma przeszklone ściany i jest wypełniona ponad 5000 ludzkich czaszek ułożonymi na piętnastu piętrach półek oraz kośćmi i ubraniami wydobytymi z masowych grobów. Niektóre niższe poziomy półek są podczas dnia otwarte tak, że czaszki można bezpośrednio zobaczyć. Wiele z nich jest roztrzaskanych.
Oprócz stupy na terenie Choeung Ek znajdują się wgłębienia po grobach, z których ekshumowano ciała oraz gabloty z kośćmi. W sumie jest tam 129 masowych grobów, lecz do tej pory zbadano dopiero 86. Zdjęcia z ekshumacji można obejrzeć w muzeum Tuol Sleng.

## Galeria

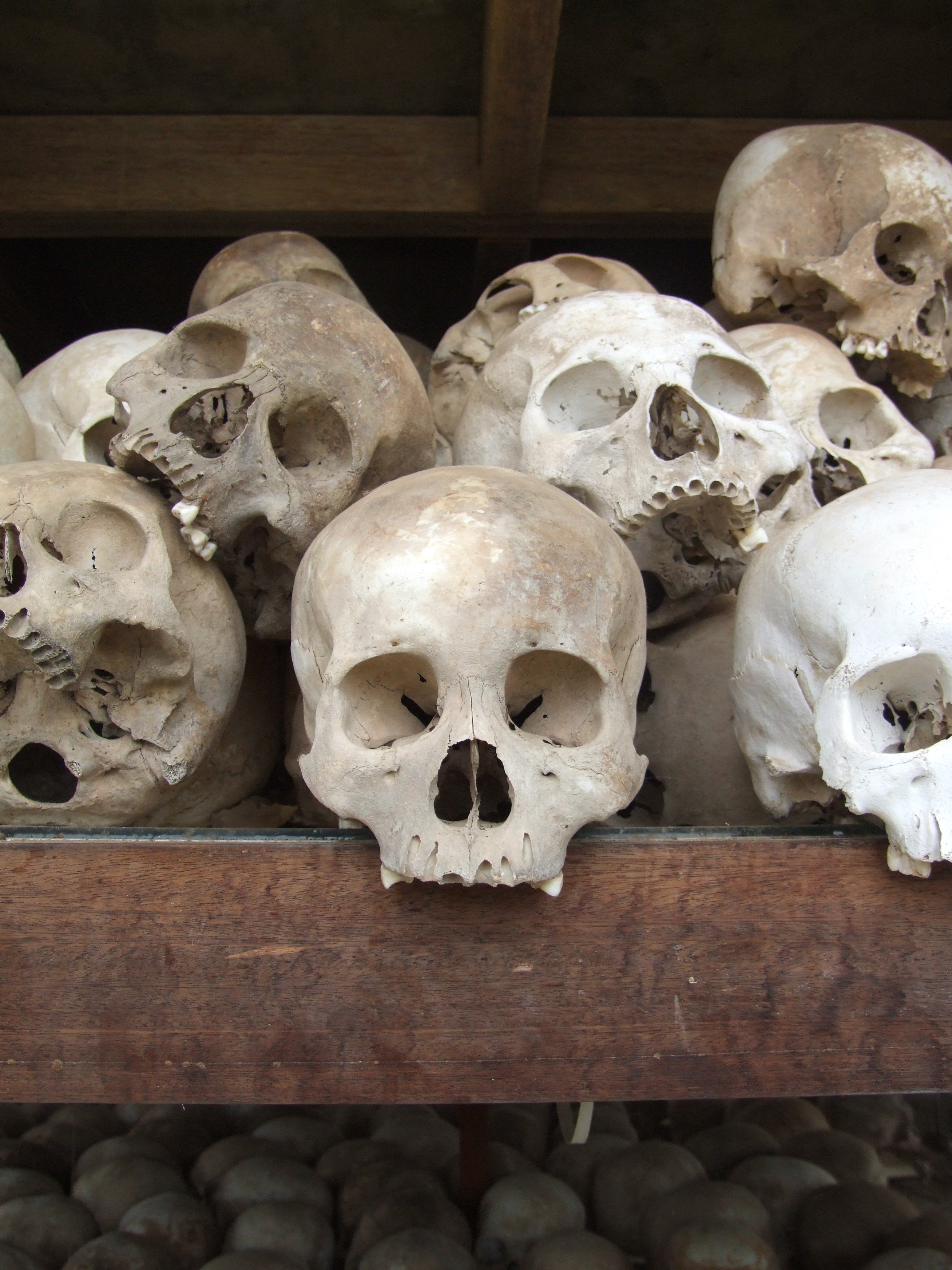
Czaszki na wystawie w przeszklonej stupie
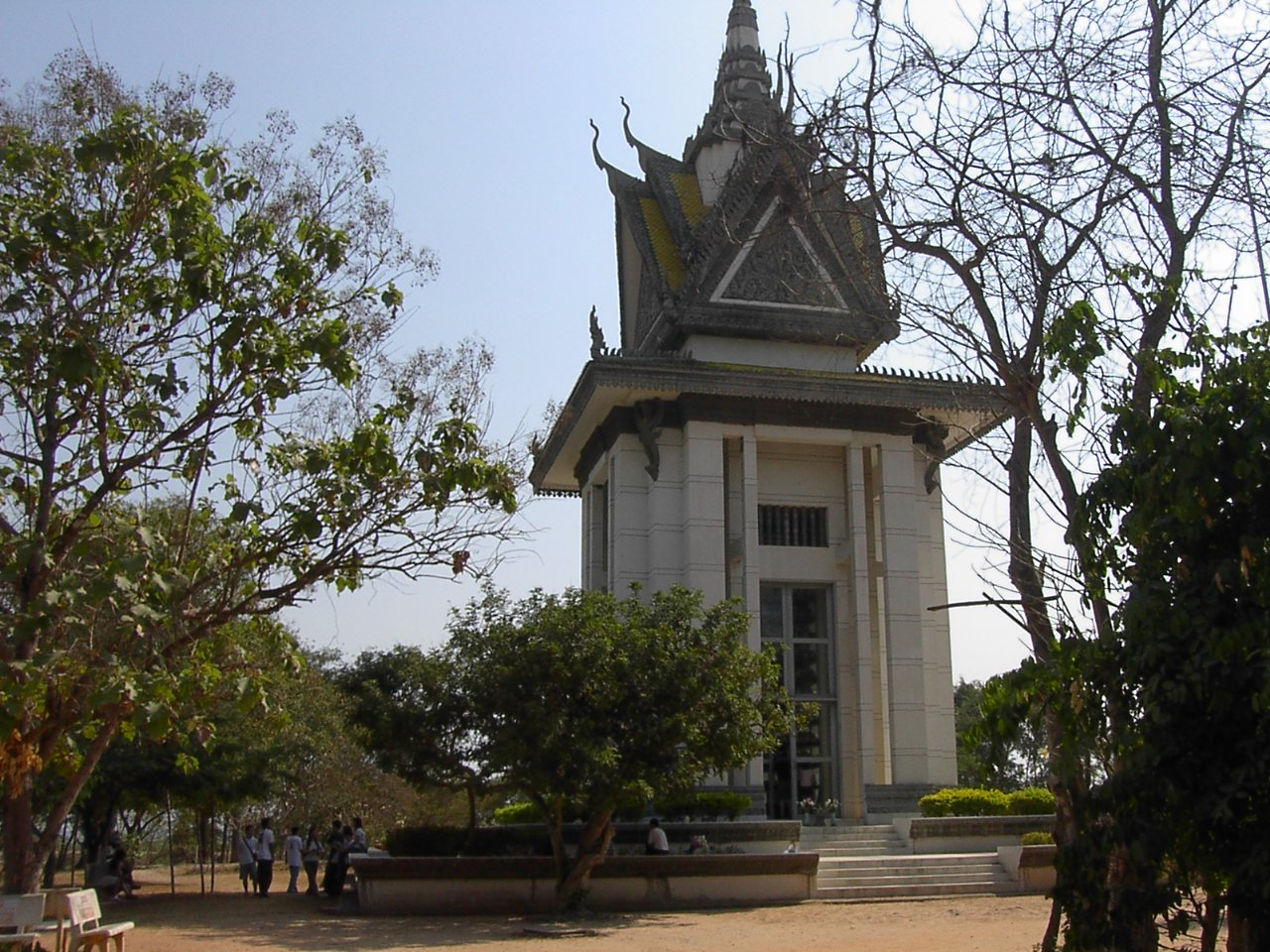
Stupa w Choeung Ek
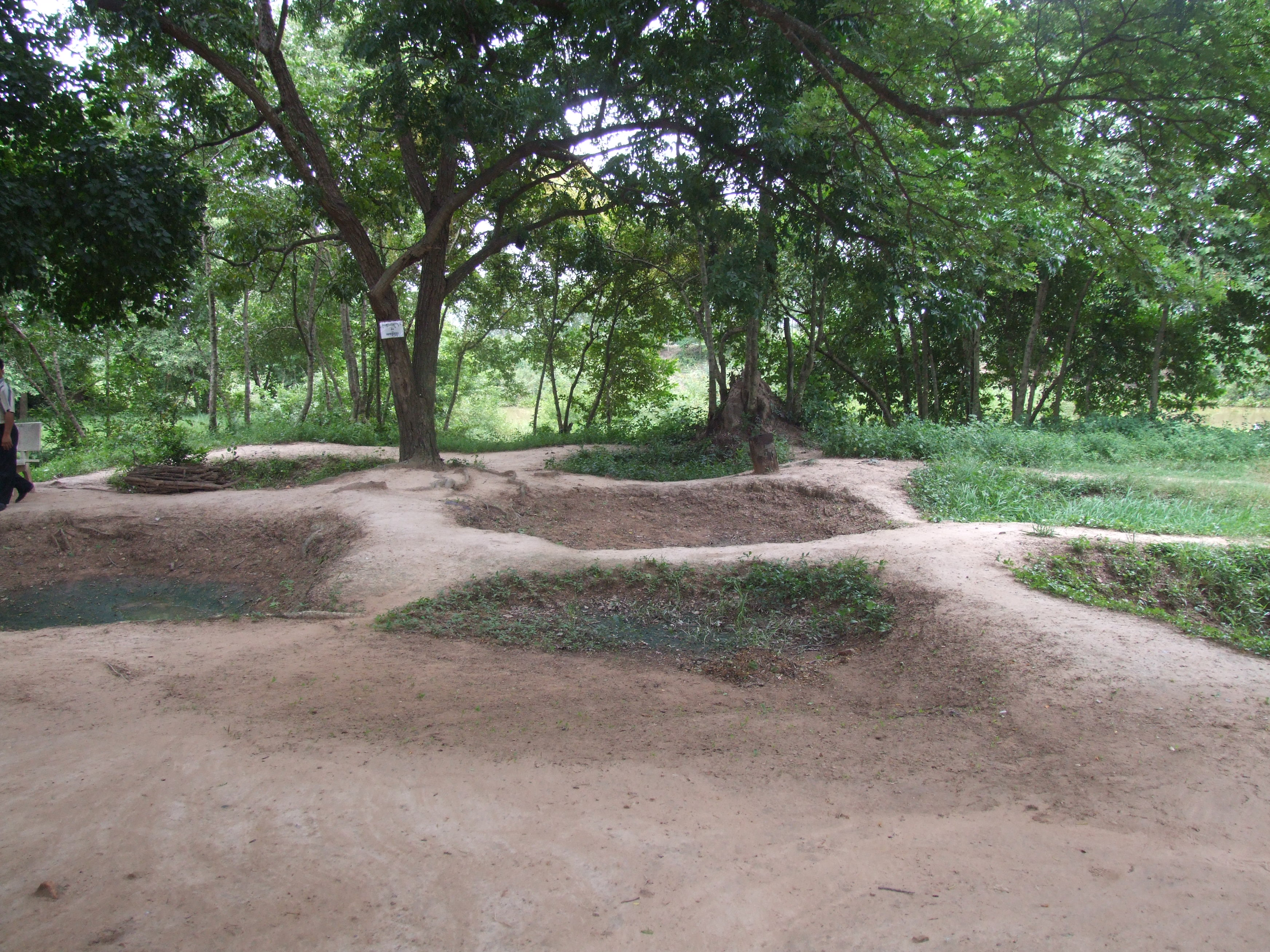
Masowe groby
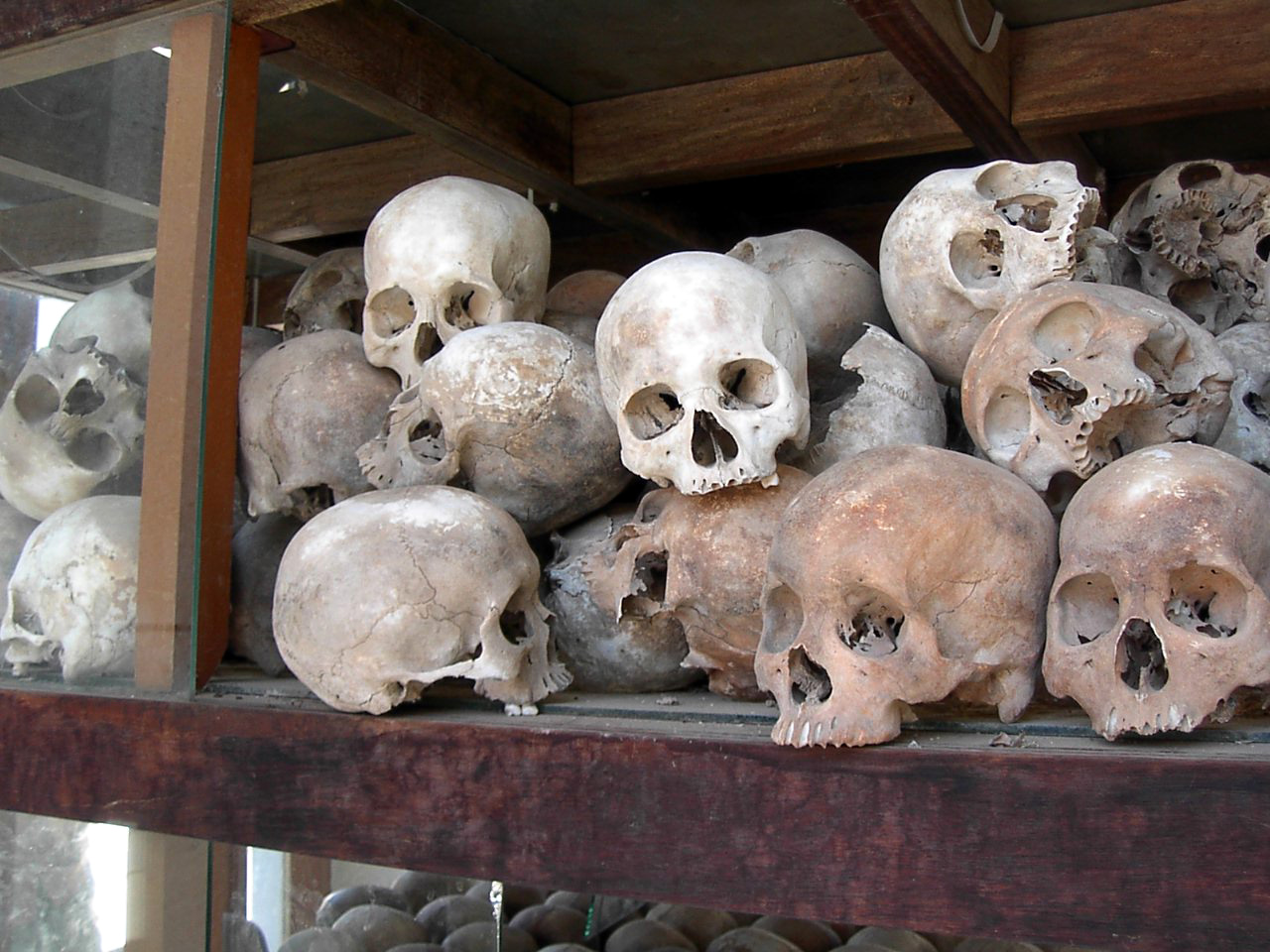
Kolejne czaszki wystawione w stupie
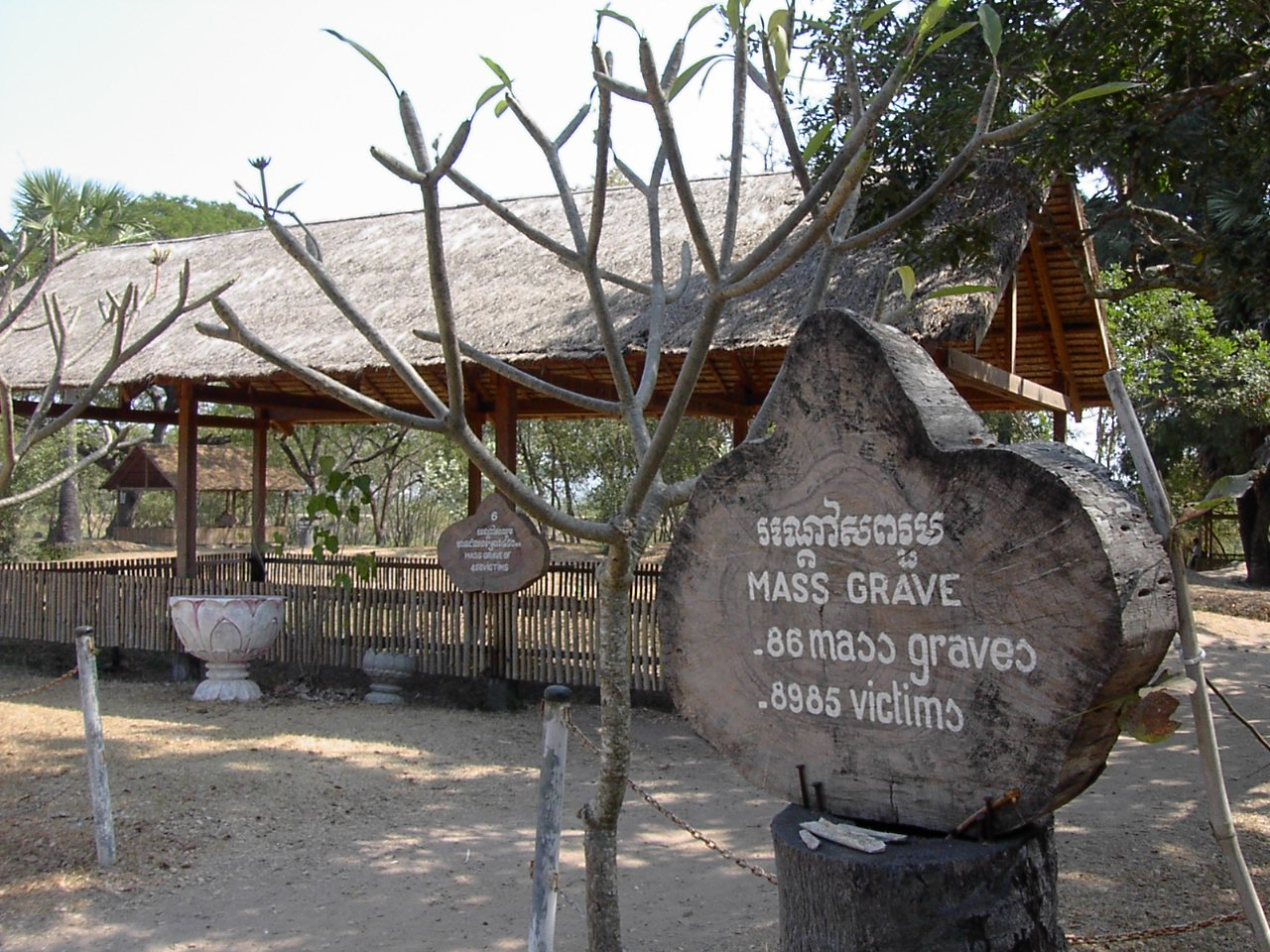
Masowy grób w Choeung Ek
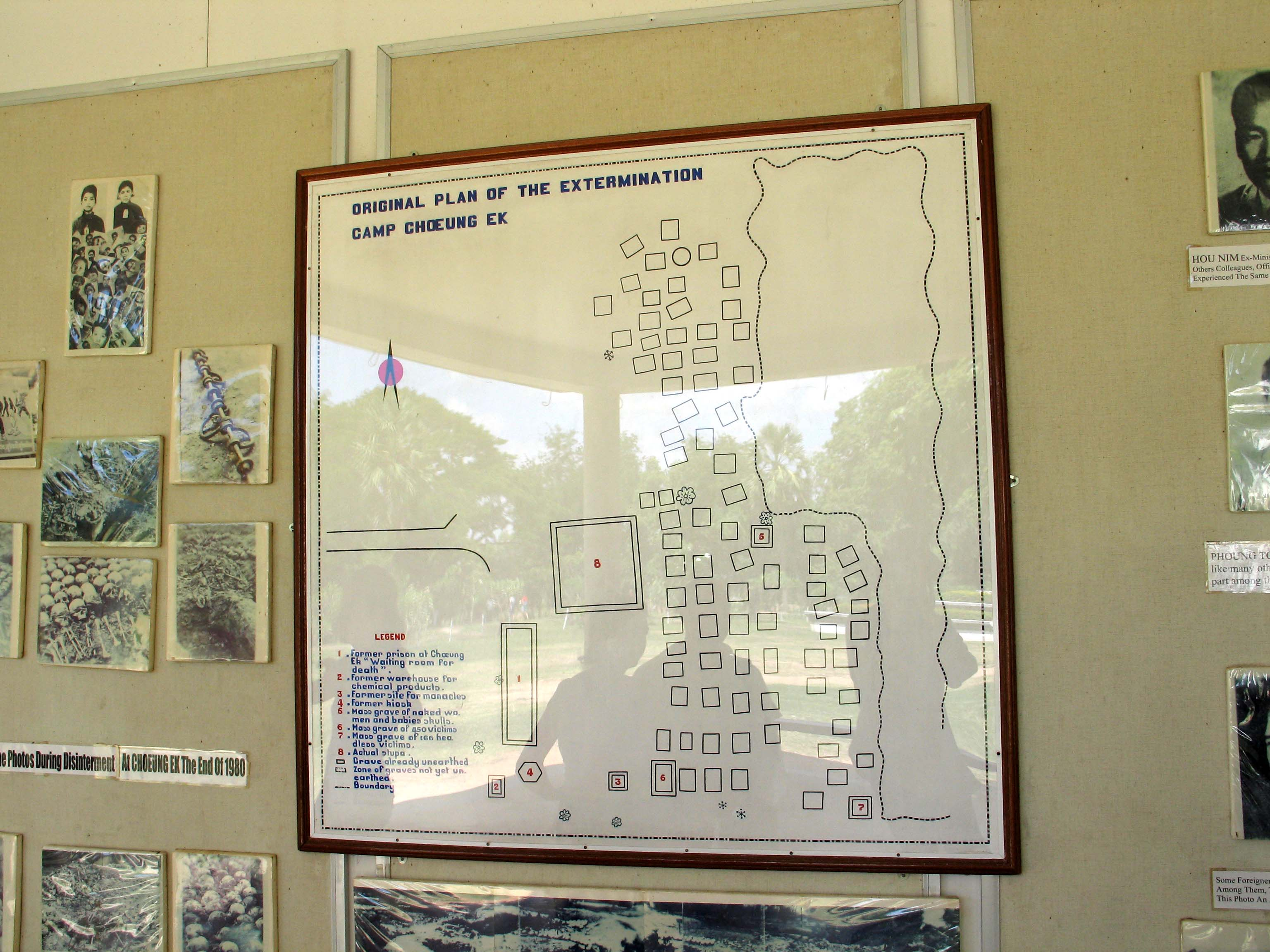
Mapa Choeung Ek
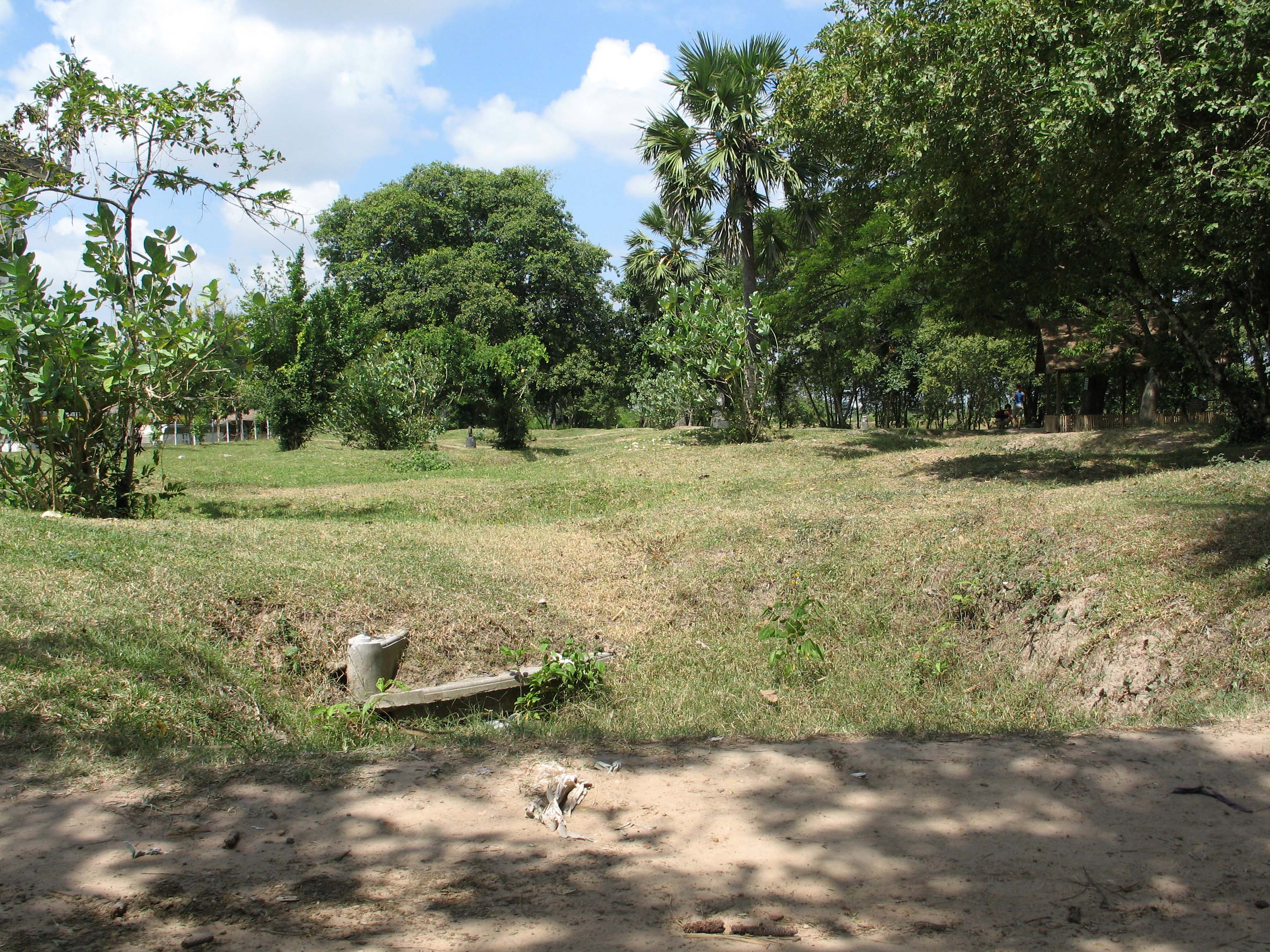
Choeung Ek
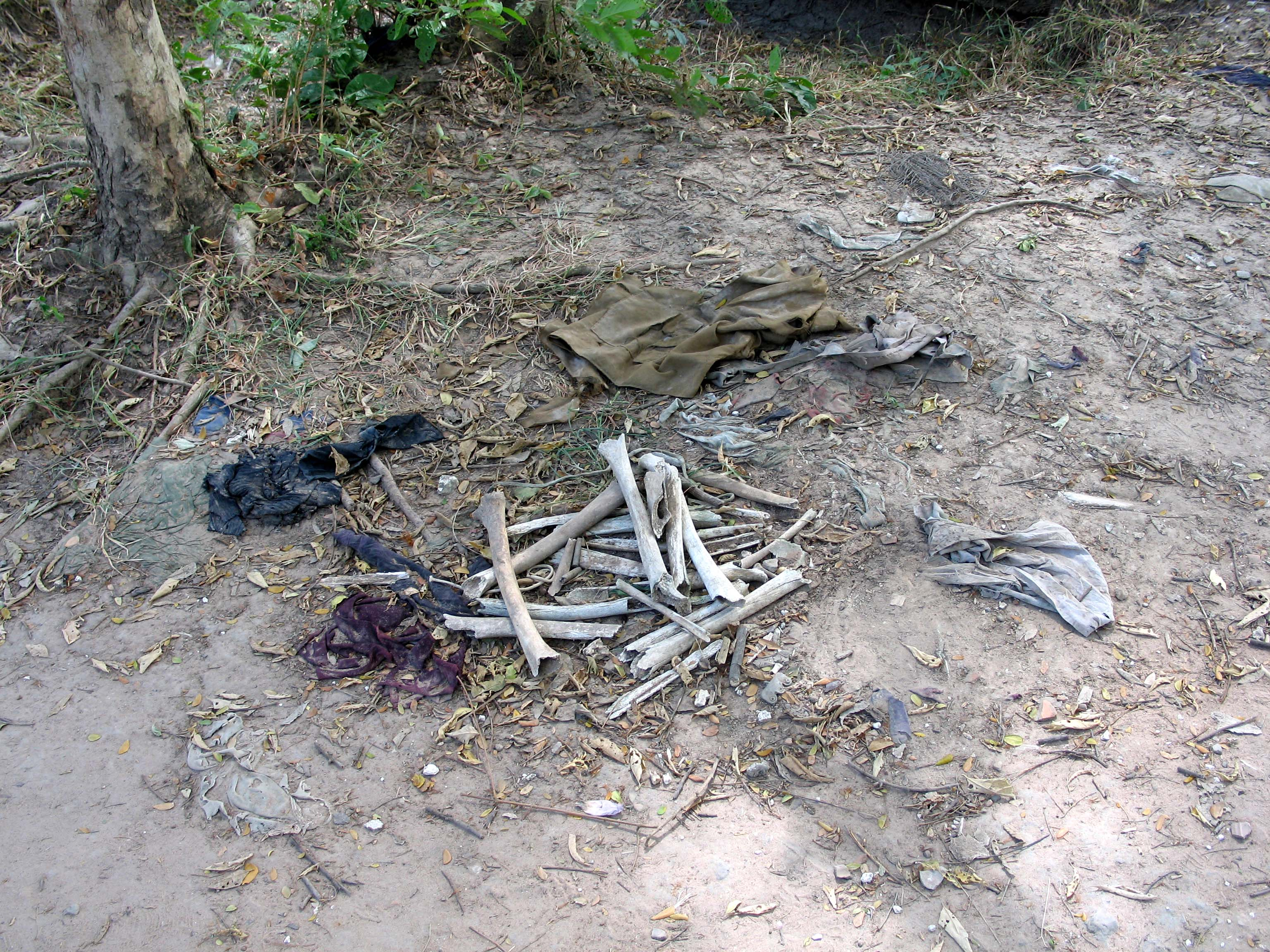
Choeung Ek, kości z masowych grobów
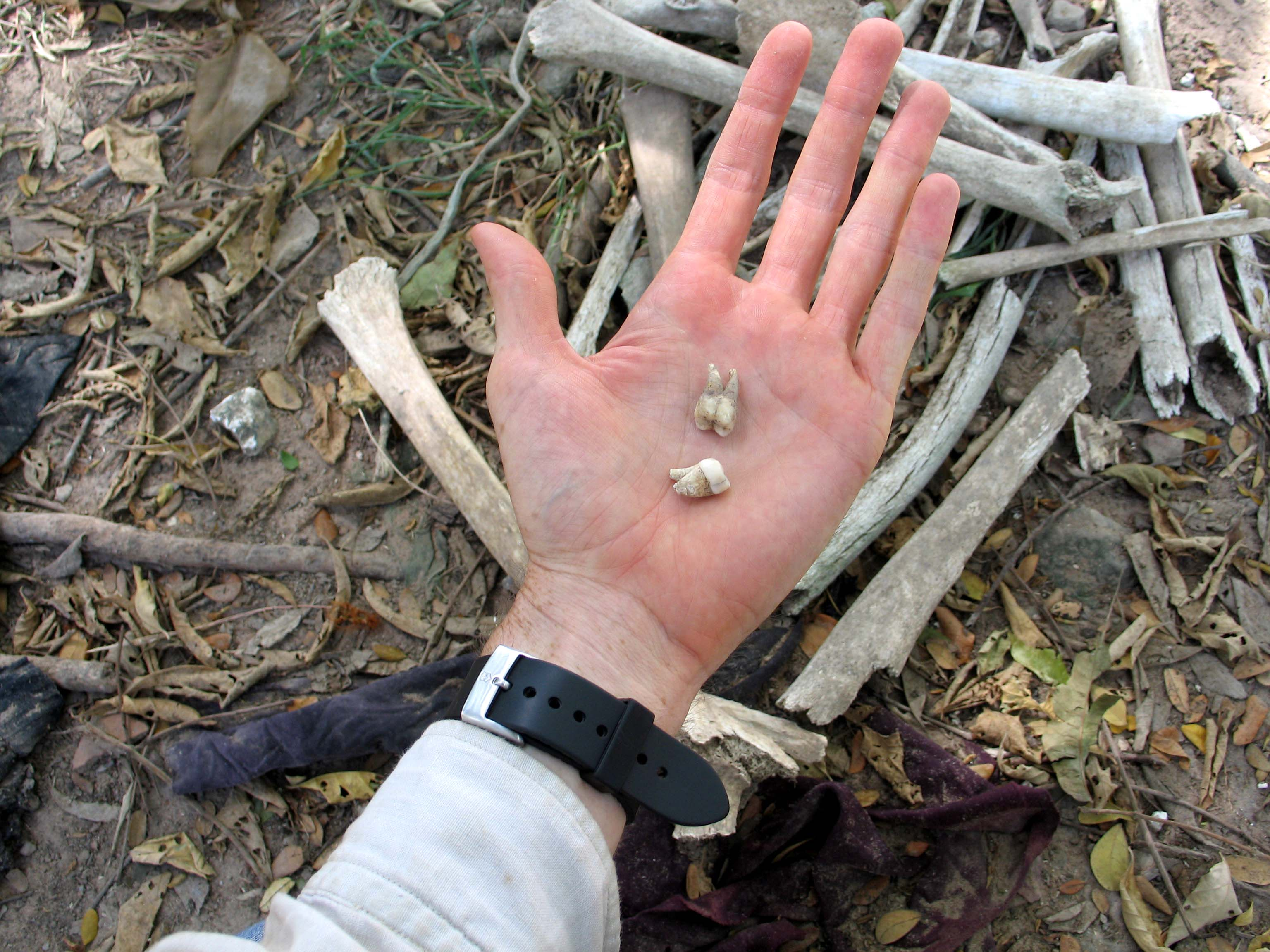
Choeung Ek, kości i zęby z masowego grobu
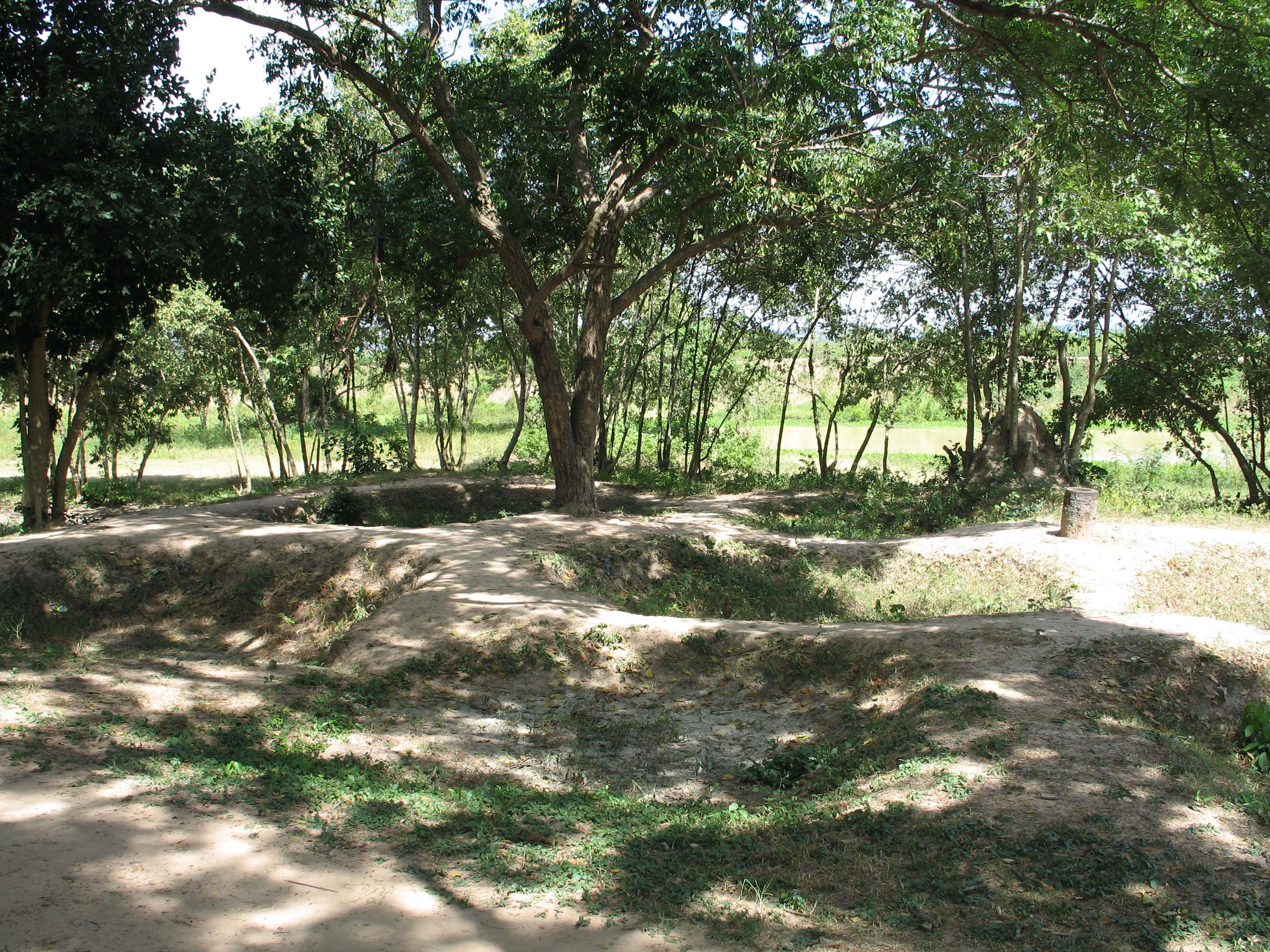
Choeung Ek, masowy grób
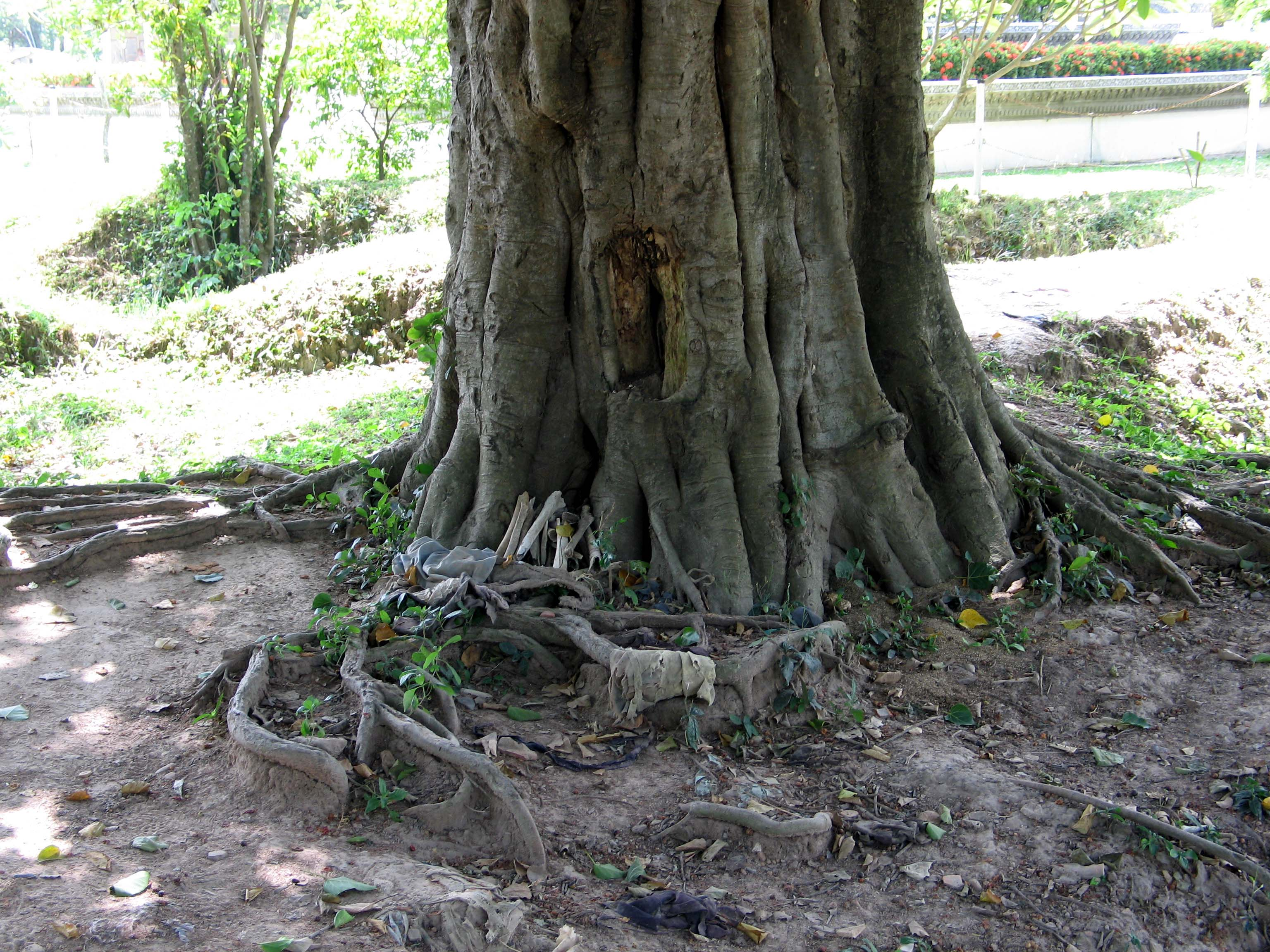
Choeung Ek, masowy grób i kości
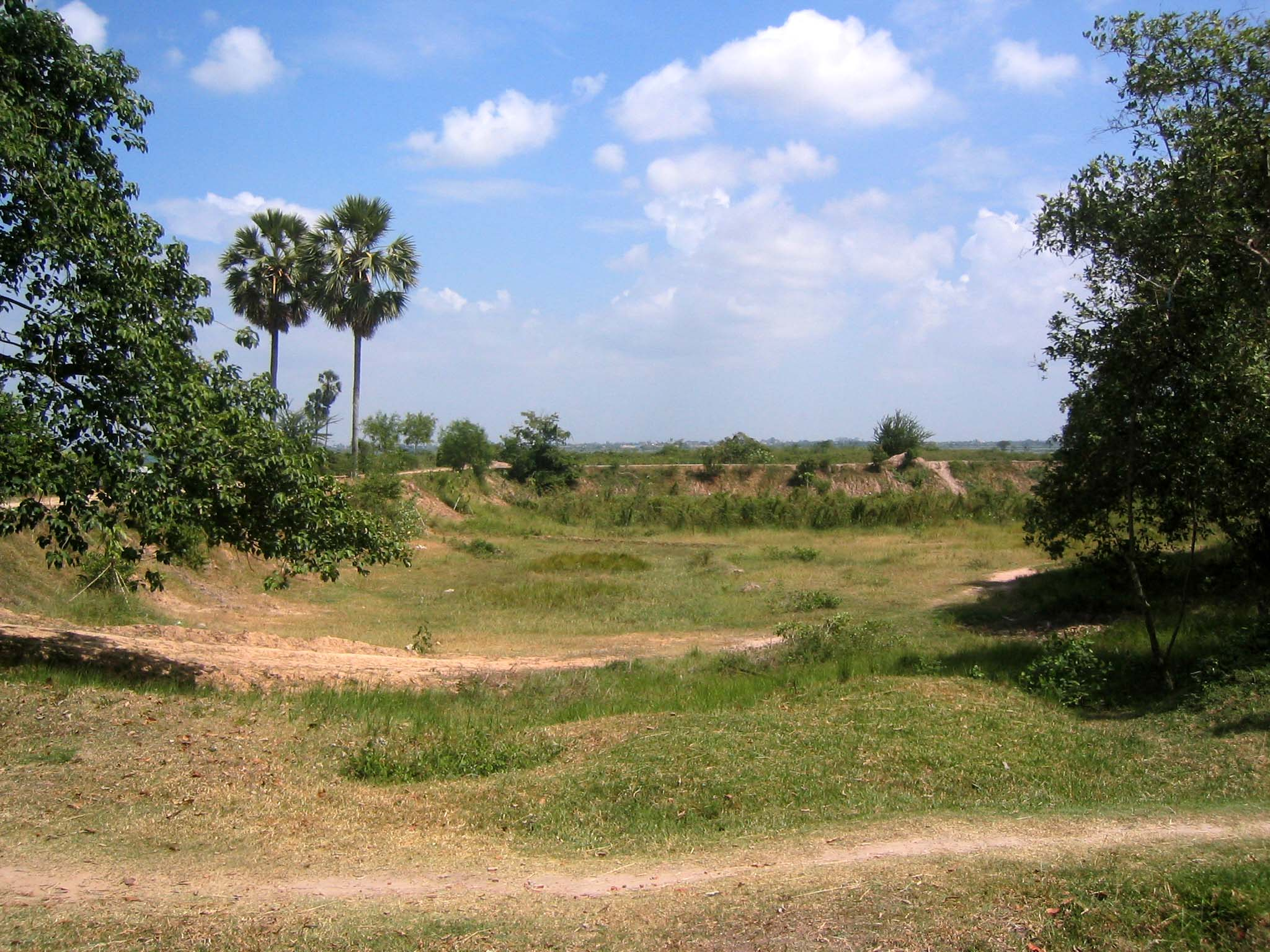
Choeung Ek, masowy grób
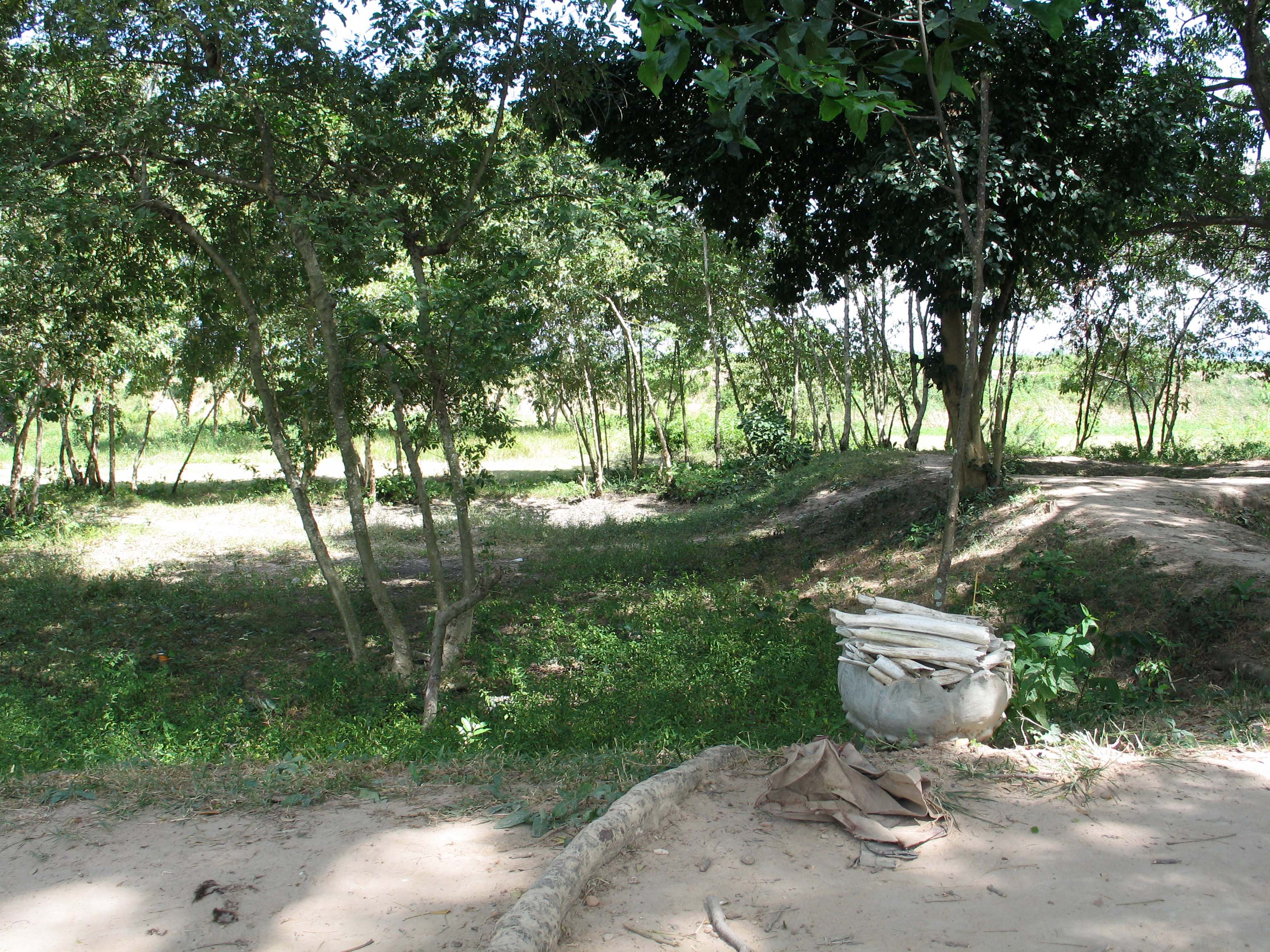
Choeung Ek, masowy grób
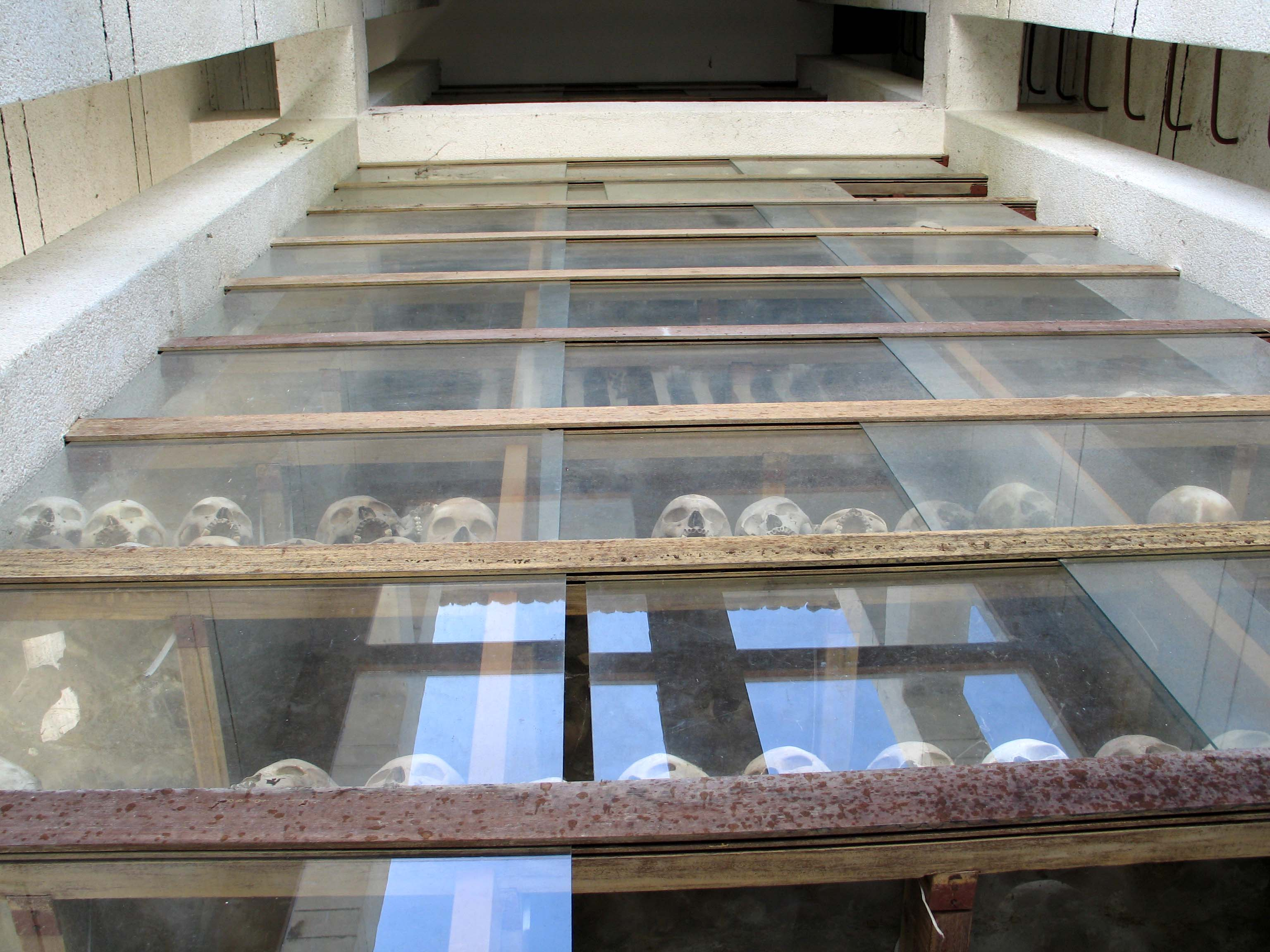
Choeung Ek, masowy grób, stupa, czaszki
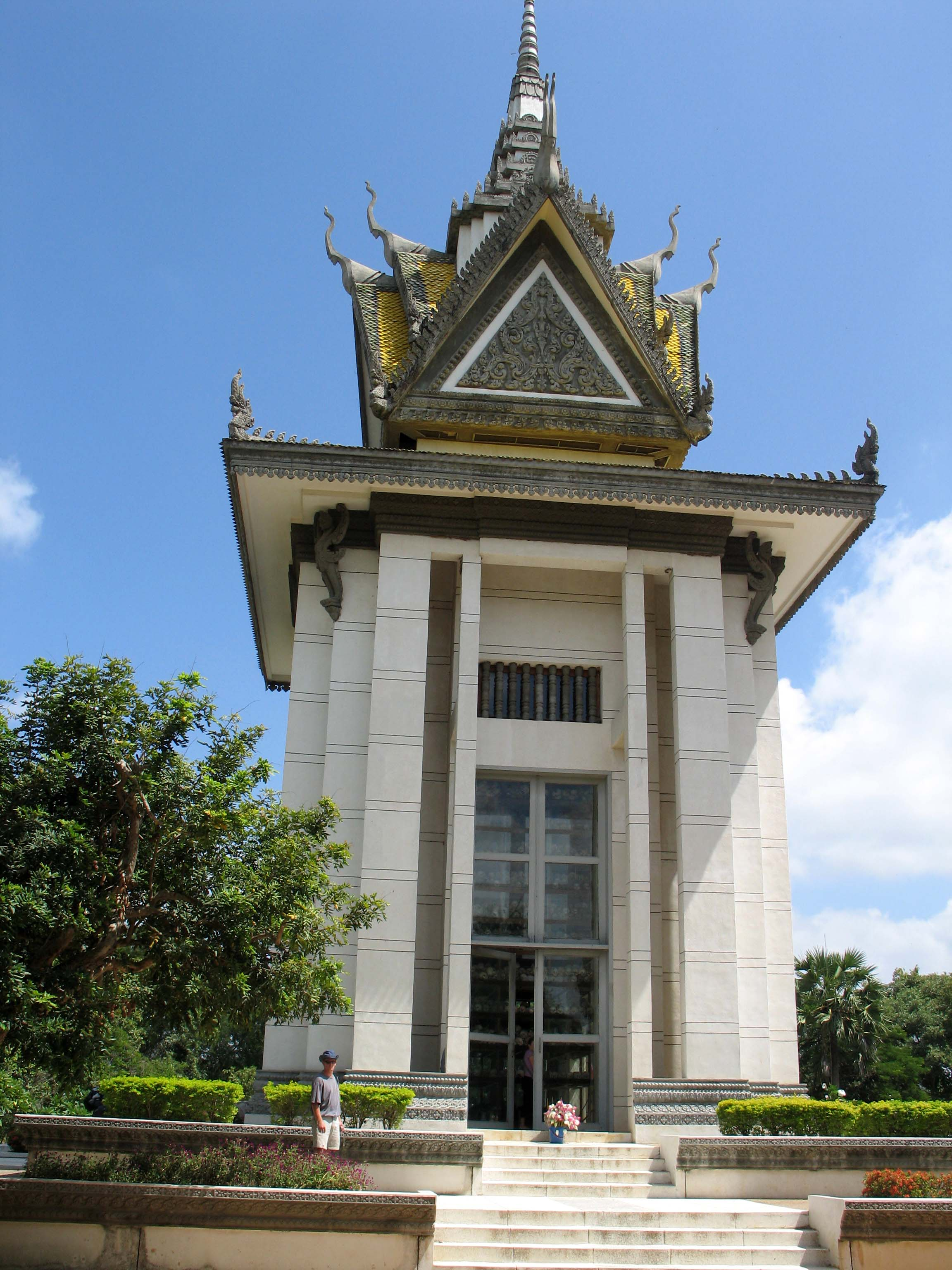
Choeung Ek, masowy grób, stupa
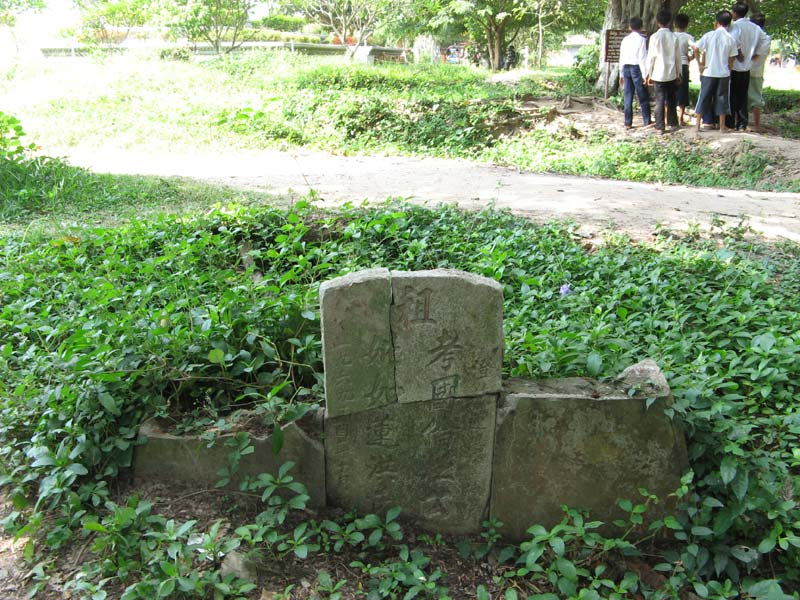
Choeung Ek, fragmenty chińskiego nagrobka